# Раджархат
Раджархат (бенг. রাজারহাট, англ. Rajarhat) — город на севере Бангладеш, административный центр одноимённого подокруга. Площадь города равна 3,3 км². По данным переписи 2001 года, в городе проживало 5282 человека, из которых мужчины составляли 51,48 %, женщины — соответственно 48,52 %. Плотность населения равнялась 1600 чел. на 1 км². Уровень грамотности населения составлял 38,8 % (при среднем по Бангладеш показателе 43,1 %). 